# Polizeiruf 110: Das letzte Wochenende
Das letzte Wochenende ist ein deutscher Kriminalfilm von Hans Joachim Hildebrandt aus dem Jahr 1975. Der Fernsehfilm erschien als 36. Folge der Filmreihe Polizeiruf 110.
Mehrmals wird im Film das Problem der Ressourcenallokation in der DDR aufgezeigt. So wird z. B. die rechtmäßige Quittierung von Baumaterial gegen sechs Rollschränke (zweiter Wahl) gehandelt.

## Handlung
Als von einer Rekonstruktionsbaustelle sechs Doppel-T-Träger verschwinden, beschwert sich Bauarbeiter Herr Meisel. Beim Rekonstruktionsbau war es zu Materialüberschüssen gekommen, woraufhin sich einige Bauarbeiter entschlossen, die überschüssigen Materialien für den Ausbau des Betriebsferienheims Seehaus abzuzweigen – eine halblegale Angelegenheit. Am Ferienheim Seehaus wiederum wird viel weniger verbaut, als dort gelagert wurde: über Betriebsmaurer Heinz Kreutz, der seit Monaten am Ferienheim Seehaus arbeitet, lässt sich Bauleiter Jörg Hartmann illegal Material von der Baustelle organisieren, um damit an den Wochenenden ein eigenes Haus für sich und seine Freundin Inge zu bauen. Als Meisel Nachforschungen anstellt, will Jörg zunächst den Bau an seinem Haus pausieren lassen und verbietet Heinz, am Wochenende mit dem Fliesen des Bades zu beginnen. Auch diese Fliesen sollten von der Seehaus-Baustelle geholt werden. Inge wiederum leidet darunter, dass das Haus auch nach zwei Jahren noch eine Baustelle ist. Zudem kann sich Jörg nicht dazu durchringen, sich von seiner Frau scheiden zu lassen. Inzwischen hat Inge eine Affäre mit Heinz begonnen, der auch am Sonnabend entgegen Jörgs Anweisung und in dessen Abwesenheit am Haus ankommt. Er hat die Fliesen entwendet und beginnt mit der Arbeit. Am Montag wird seine Leiche in einer Umkleidekabine eines nahen Strandbades gefunden.
Oberleutnant Jürgen Hübner, Wachtmeister Lutz Subras und Leutnant Vera Arndt übernehmen die Ermittlungen. Die Obduktion ergibt einen Tod durch Hirnblutung. Tatsächlich wurde an der Leiche eine Kopfverletzung festgestellt, die ursprünglich mit einem Pflaster bedeckt war. Es kann nicht ausgeschlossen werden, dass die Verletzung auf einen Sturz zurückzuführen ist, und Heinz anschließend noch eine Weile normal weiterlebte. Ein Badeunfall kommt jedoch nicht infrage: Heinz war Nichtschwimmer, und seine Haut wies Staubpartikel auf. Bei seiner Befragung gibt Meisel an, zu Heinz ein schlechtes Verhältnis gehabt zu haben, weil dieser Baumaterialien gestohlen hat. Er hatte ihn schon längere Zeit in Verdacht, sah ihn aber am Sonnabend auf der Baustelle Seehaus die Fliesen in ein Auto verladen. Wohin die Fliesen gebracht wurden, weiß Meisel nicht.
Bei den Vermietern von Heinz wird dessen Tasche abgegeben, die sich im Auto befunden haben soll. Peter Rusch, ein Kollege von Heinz, hatte sie am Wochenende auf der Baustelle gefunden und sich einen Spaß erlauben wollen, da Heinz die Tasche ja möglicherweise brauche. In der Tasche findet sich eine Brille samt Etui, doch war Heinz kein Brillenträger. Vera Arndt findet heraus, dass die Brille dem Kellner Arno Pfeiffer gehört. Der erinnert sich, sie zuletzt bei einem Besuch bei seiner geschiedenen Frau getragen zu haben. Bei der Frau handelt es sich um Inge, die Geliebte von Jörg. Arno hatte an dem Sonnabend seinen Sohn von seiner Ex-Frau abgeholt. Als er ihn zurückbrachte, habe Inge ihn vor dem Haus abgefangen und geweint. Heiners Auto habe im Hofe gestanden, doch Inge habe behauptet, es sei kaputt. Heinz sei nicht mehr da.
Die Ermittler befragen nun Inge. Sie erscheint gefasst, bricht jedoch nach ersten Nachfragen zusammen. Sie gesteht, dass Heinz beim Arbeiten an der Dachpappe von der Leiter gestürzt sei. Er habe sich beim Sturz den Kopf angeschlagen, habe jedoch weitergearbeitet. Die Fliesen im Bad, die er anschließend geklebt hat, wurden von ihm jedoch schief angebracht. Jörg sei früher als vermutet zurückgekommen, habe an den Bettlaken erkannt, dass beide ihn betrügen, und Heinz zur Rede gestellt. Mitten im Disput sei Heinz zusammengebrochen und gestorben. Jörg gesteht nun, die Leiche ins Freibad gebracht zu haben. Er wollte einen Badeunfall fingieren und hat daher auch das Pflaster entfernt. Arnos Brille sollte den Verdacht auf die Familie Pfeiffer lenken. Er hat zudem sowohl das Grundstück des Hauses auf Inges Namen gekauft, als auch die fingierten Rechnungen für die gestohlenen Baumaterialien auf ihren Namen ausstellen lassen. Jörg wird dennoch als Täter überführt: Herr Brock, der die fingierten Rechnungen ausgestellt hat, tat dies als Gefälligkeit für Jörg, von dem er im Gegenzug mehrere Rollschränke erwartete. Brock kennt weder Heinz, der laut Jörg die Materialien auf eigene Faust gestohlen hat, noch Inge. Sowohl Brock als auch Jörg werden verhaftet und angeklagt.

## Produktion
Das letzte Wochenende wurde vom 20. Mai bis 7. Juli 1975 unter dem Arbeitstitel Unfall im Strandbad in Dessau, Berlin und Umgebung gedreht. Drehort in Dessau war u. a. die Kiesgrube Adria mit dem gleichnamigen Strandbad Adria. Die Kostüme des Films schuf Waltraud Damm, die Filmbauten stammen von Reinhard Welz. Der Film erlebte am 30. November 1975 im 1. Programm des Fernsehens der DDR seine Fernsehpremiere. Die Zuschauerbeteiligung lag bei 61,2 Prozent.
Es war die 36. Folge der Filmreihe Polizeiruf 110. Oberleutnant Jürgen Hübner ermittelte in seinem 17. Fall, Leutnant Vera Arndt in ihrem 27. Fall und Wachtmeister Lutz Subras in seinem 19. Fall.